# 二段階右折

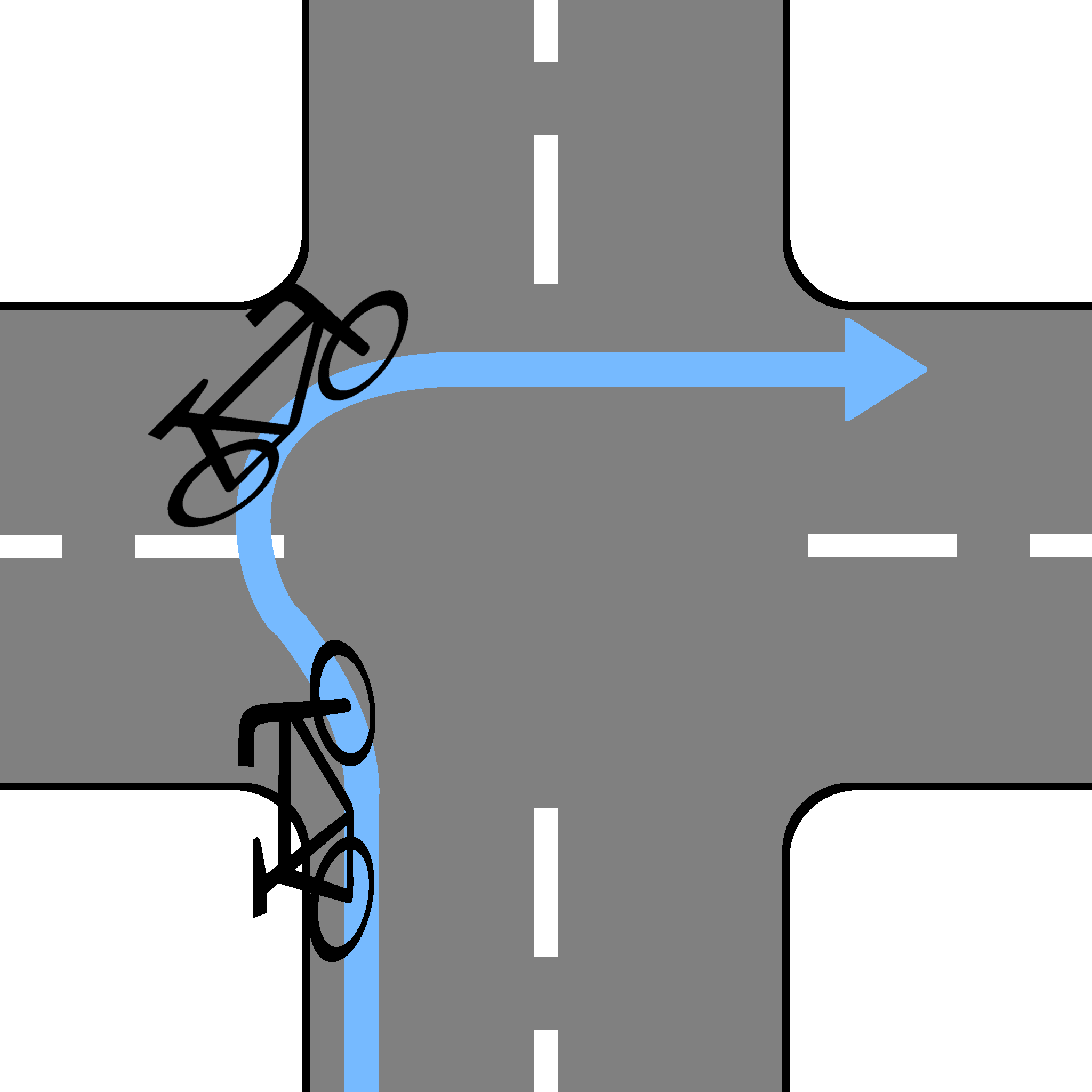
一般的な十字路における二段階右折の概要図。線の様に交差点の側端に沿って通行する。

二段階右折（にだんかいうせつ）とは、道路の交差点で左側通行の国において右折する場合に、交差点の側端（交差点の輪郭）に沿って曲がる事を言う。右側通行の国において左折する場合に同様の行為により曲がることは二段階左折と言い、どちらの場合も含めてフックターン（かぎ曲がり）とも言う。
左側通行の場合で十字路交差点の場合においては、交差点の左手前隅から左奥隅まで直進し、左奥隅で直角に右に曲がり、さらに左奥隅から右奥隅に直進することとなる。
主に世界各国の自転車を含む軽車両について、多くの国では二段階右折（右側通行の国では二段階左折になる）が義務づけられている。軽車両以外の車両に二段階右折または二段階左折を適用している例としては、日本（原動機付自転車）、台湾（二輪車）、オーストラリアビクトリア州メルボルン（自動車全て）などがある。

## 日本
日本では、1920年（大正9年）に施行された道路取締令（大正9年内務省令第45号）第7条第2項に「牛、馬、諸車等道路交叉ノ場所ニ於テ右折セムトスルトキハ道路ヲ横切リタル後右方ニ轉向スヘシ」と規定されており、二段階右折が全車両に適用されていた。しかし、1947年（昭和22年）に施行された道路交通取締法（昭和22年法律第130号）においては、「車馬は、右折しようとするときは、交さ点の中心の外側を回つて徐行しなければならない。」と規定しており、二段階右折の規定はなくなり、全ての車両は中心外回りとなった。
1960年（昭和35年）に施行された道路交通法では、同法第34条第3項の規定により軽車両及び第一種原動機付自転車はすべての交差点で二段階右折を義務付けられ、1964年（昭和39年）の道路交通法改正によって同項の規定から第一種原動機付自転車が削除され、第一種原動機付自転車は二段階右折の対象外となり、軽車両のみが全ての交差点で二段階右折することを義務付けられていた。
1986年（昭和61年）に施行された「道路交通法の一部を改正する法律」(昭和60年法律第87号)による道路交通法の改正により原動機付自転車の保護を図るため、原動機付自転車についても多通行帯道路等において二段階右折が義務付けられた。
二段階右折の条件に該当する交差点を原動機付自転車が小回り右折した場合、全ての自動車（自動二輪車含む）及び二段階右折の条件に該当しない交差点で原動機付自転車が二段階右折を行った場合は、「交差点右左折方法違反」として道路交通法における反則行為となる。
軽車両が小回り右折をした場合は道路交通法第34条第3項違反となる。

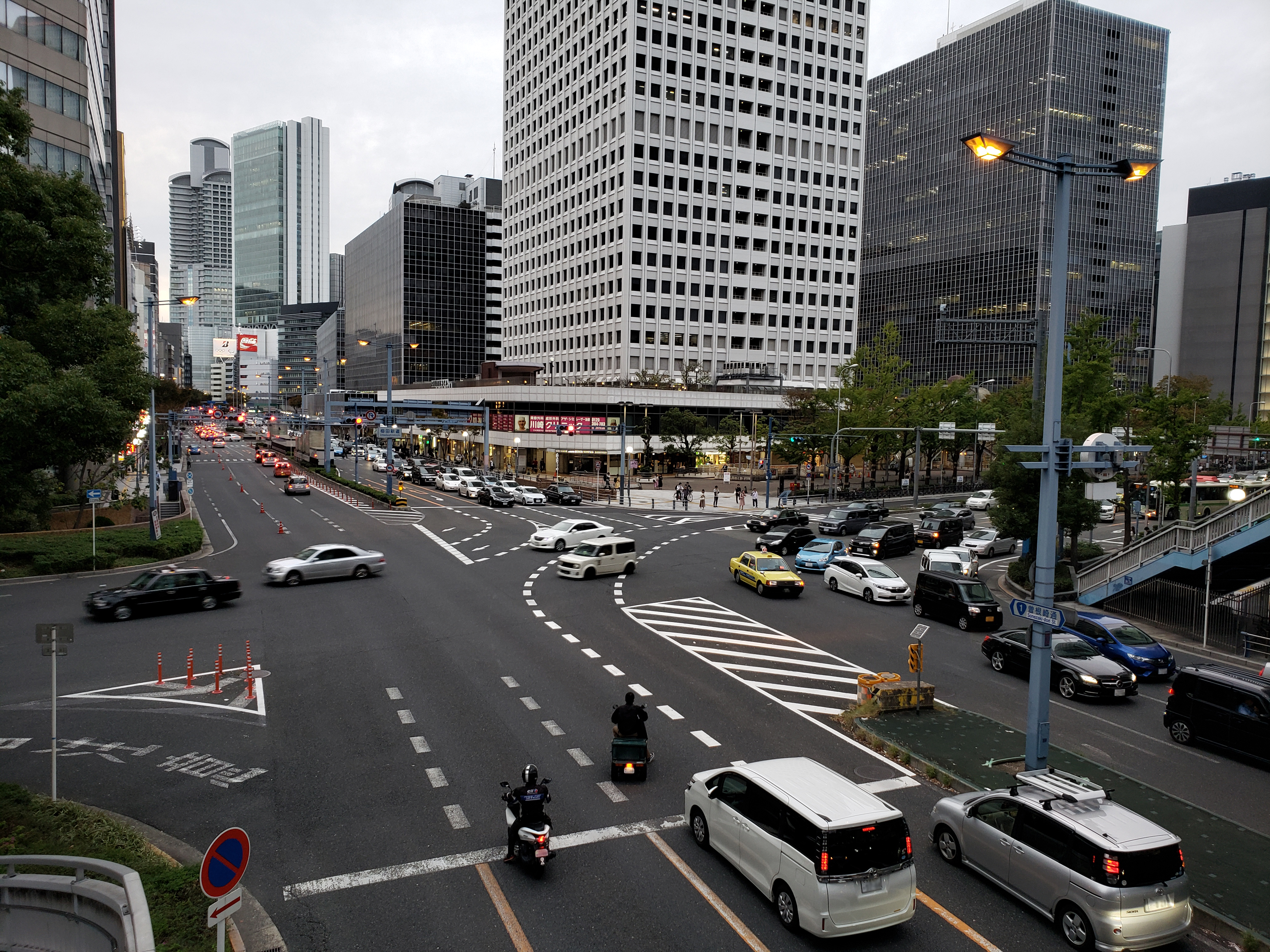
この交差点の左方向は一方通行の入口となっており左方向から車両が来ることはないが、自転車などの軽車両や原動機付自転車が二段階右折を行うために、一方通行の入口に向いた車両用信号機が設置されている（大阪市梅田新道）。

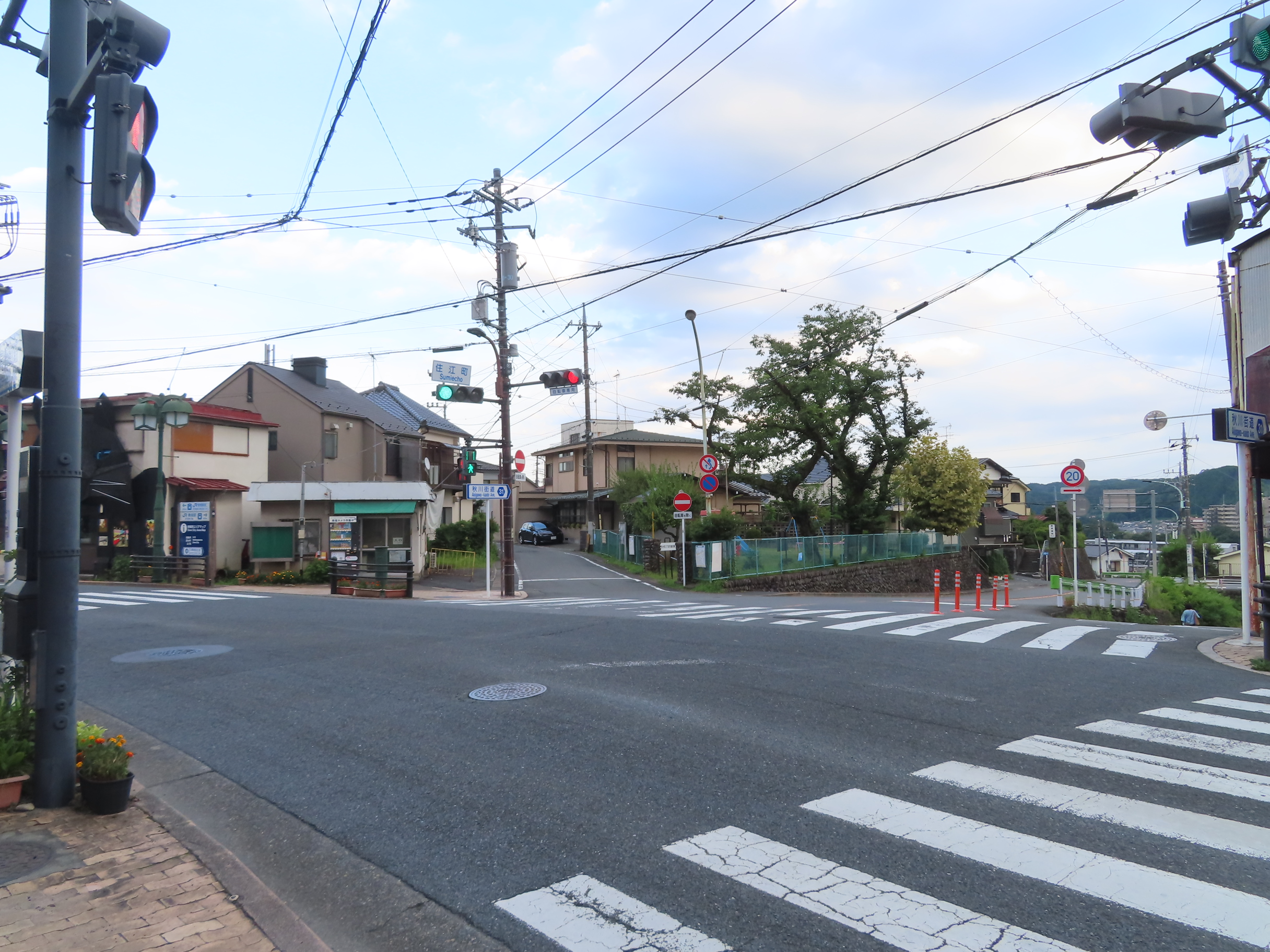
丁字路交差点では二段階右折を行うために、道路がない側に向いた車両用信号機が設置されており、「自転車専用」であることを示している（東京都青梅市）。

交通整理の行われている交差点において二段階右折する場合には、いずれの車両も、交差点左奥隅で直角に右に曲がった後、前方に対面する信号機等が青色等になるまで待って進行しなければならない。交差点において右左折した後の前方に対面する信号機等が赤色等であっても進行できるとする規則は適用されない。丁字路交差点や一方通行などの交通規制によって進入できない方向に向けて車両用信号機が設置されているのはそのためである。

### 自転車を含む軽車両
自転車を含む軽車両は交差点で右折する場合、道路交通法第34条第3項で以下のように規定されており、右折する際は原則として二段階右折を行わなければならない。
| 「                     | 軽車両は、右折するときは、あらかじめその前からできる限り道路の左側端に寄り、かつ、交差点の側端に沿つて徐行しなければならない。 | 」 |
| —道路交通法第34条第3項 | |    |

ただし、警察官による交通整理が行われている場合は、法6条2項の「第三章（中略）第六節に規定する通行方法と異なる通行方法によるべきことを命ずることができる」により、警察官による交通整理が優先される。
交通整理の行われていない交差点において二段階右折する場合には、自動車等の二段階右折によらない通常の右折方法と同様に、その交差点において直進または左折する他の車両等の進行妨害をしてはならない。二段階右折の場合にはかぎ曲がりとなるため、反対方向から直進・左折する車両等だけでなく、二段階右折車両が右折をする前に後方から直進（・左折）してくる車両等についても、進行妨害してはならない。
交通整理が行われている交差点では、自転車横断帯がある場合は自転車横断帯を通り、自転車横断帯が設置されていない場合は交差点の側端に沿って通行し、前方の信号機の現示に従って通行しなければならない。
道路外に出るために右折する場合も、自転車を含む軽車両は道路と直角に横断して出入りすることとなる。

### 原動機付自転車
|                                              |                                               |
| 図1: 原動機付自転車の右折方法（2段階）の標識 | 図2: 原動機付自転車の右折方法（小回り）の標識 |

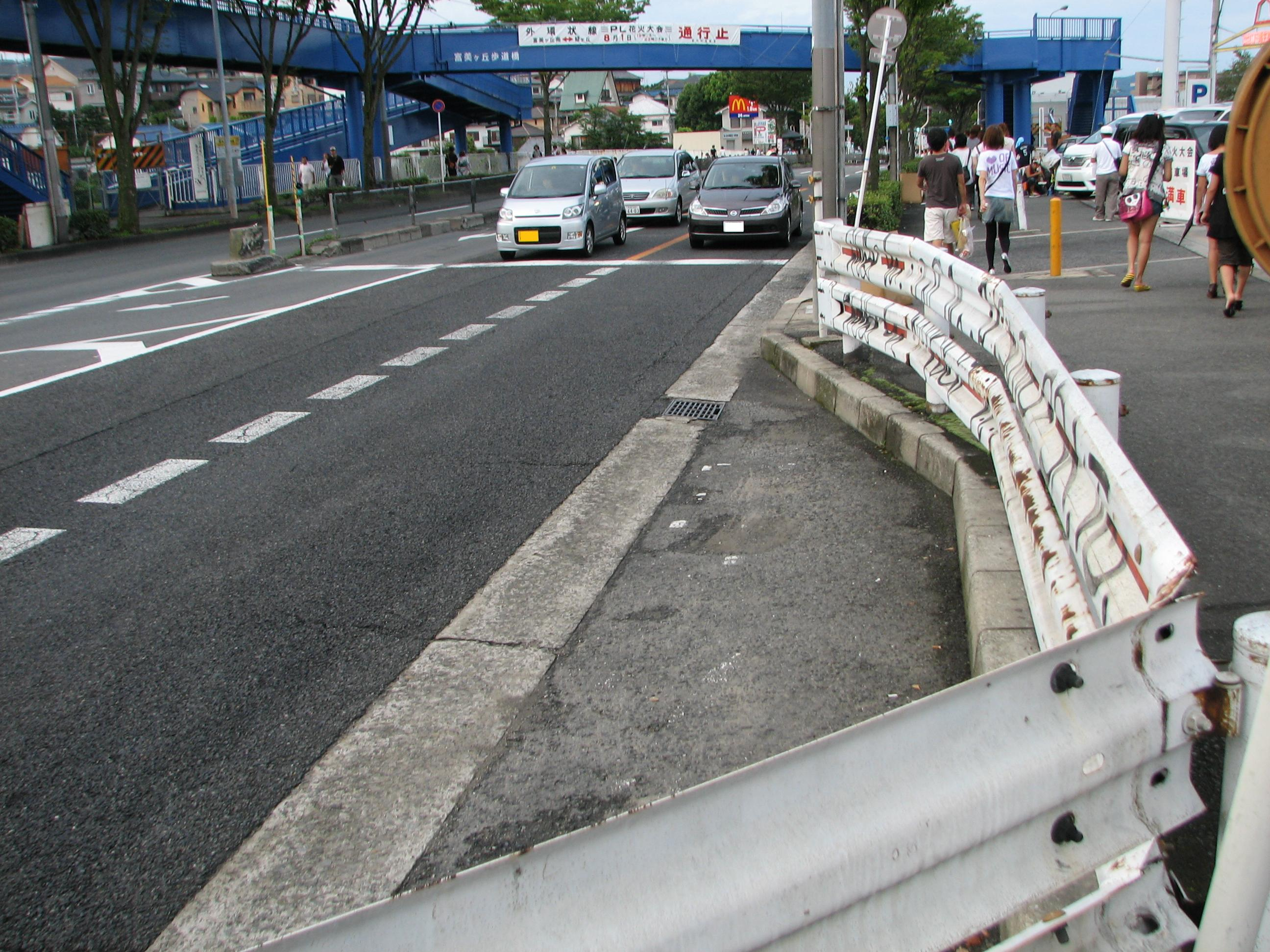
丁字路における二段階右折用の待機スペース

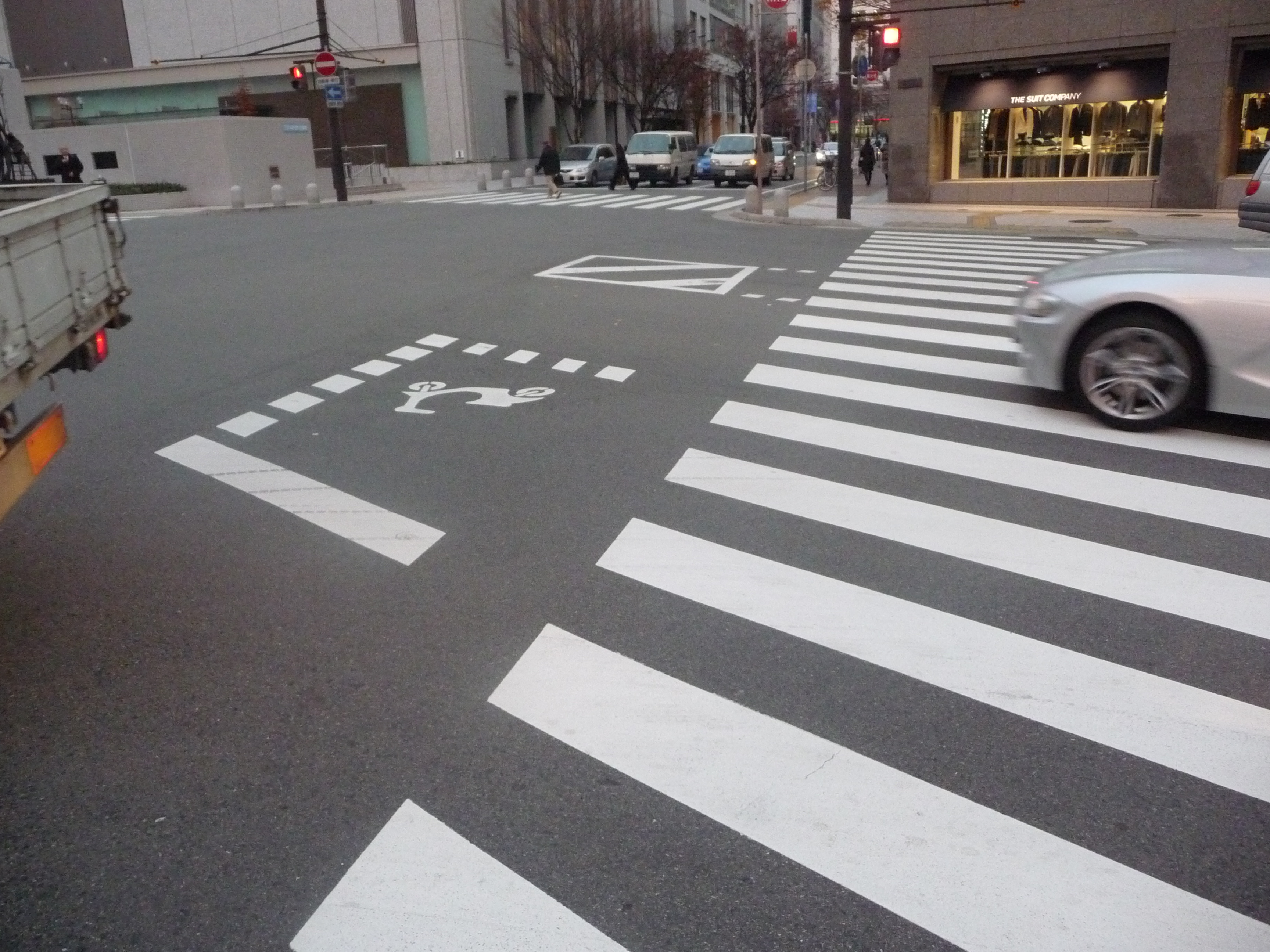
二段階右折の待機場所を示す法定外表示

原動機付自転車は交差点で右折する場合、道路交通法第34条第5項により以下のとおり規定されている。
| 「                     | 原動機付自転車は、第二項及び前項の規定にかかわらず、道路標識等により交通整理の行われている交差点における原動機付自転車の右折につき交差点の側端に沿つて通行すべきことが指定されている道路及び道路の左側部分（一方通行となつている道路にあつては、道路）に車両通行帯が三以上設けられているその他の道路（以下この項において「多通行帯道路」という。）において右折するとき（交通整理の行われている交差点において右折する場合に限る。）は、あらかじめその前からできる限り道路の左側端に寄り、かつ、交差点の側端に沿つて徐行しなければならない。ただし、多通行帯道路において、交通整理の行われている交差点における原動機付自転車の右折につきあらかじめ道路の中央又は右側端に寄るべきことが道路標識等により指定されているときは、この限りでない。 | 」 |
| —道路交通法第34条第5項 | |    |

交通整理が行われている以下の条件に該当する交差点では「あらかじめその前からできる限り道路の左側端に寄り、かつ、交差点の側端に沿つて徐行しなければならない」（二段階右折）と規定されている。
- 交通整理の行われている交差点において「原動機付自転車の右折方法（2段階）」（標識番号 327の8、図1）の道路標識がある場合
- 交通整理の行われている交差点において、右左折車線（右左折通行帯）も含めて道路の片側（一方通行では道路）に3以上の通行帯がある場合（多通行帯道路）。ただし、交通整理の行われている交差点において「原動機付自転車の右折方法（小回り）」（標識番号 327の9、図2）の道路標識がある場合を除く。

右折する前の信号機において青色の右の矢印があったとしても、同様に、右に曲がった後の前方の信号機等が青になるまで待って進行しなければならない。
なお、道路外に出るために右折する場合、原動機付自転車は自動車と同様に、右折方法の道路標識や通行帯の数に関わらず、あらかじめ道路の中央または右側端に寄って右折することとなる。
具体的な例として、図3の場合は、進行している道路の片側に3以上の通行帯があるため多通行帯道路であり、図2の標識が設置されていない限り、図3中の赤線のようにあらかじめ道路の左端（この場合、道路交通法第35条第1項にある進行方向別通行区分の規定は同項の但し書きにより除外される）に寄り右の方向指示器を出して交差点の側端に沿って直進する。尚、右折をする前の二段階右折による右折方法を行う原動機付自転車は直進する車両と見做され、青色の灯火の矢印が表示されている場合は直進の表示が出ている場合のみ進行できる。
交差点左奥隅で直角に右に曲がった後、前方に対面する信号機等が青色等になるまで待って進行しなければならない。尚、交差点において右左折した後の前方に対面する信号機等が赤色等であっても進行できるとする規則は二段階右折による右折方法を行う原動機付自転車には適用されない。
一方、図4の場合は図2の標識「原動機付自転車の右折方法（小回り）」が設置されているため、多通行帯道路ではあるが二段階右折ではなく小回り右折をしなければならない。
交通整理の行われていない交差点における右折は、通行帯の数に関わらず小回り右折となる。

図3、二段階右折をしなければならない交通整理が行われている交差点の例。
図4、小回り右折を行わなければならない交通整理が行われている交差点の例。

## オーストラリア

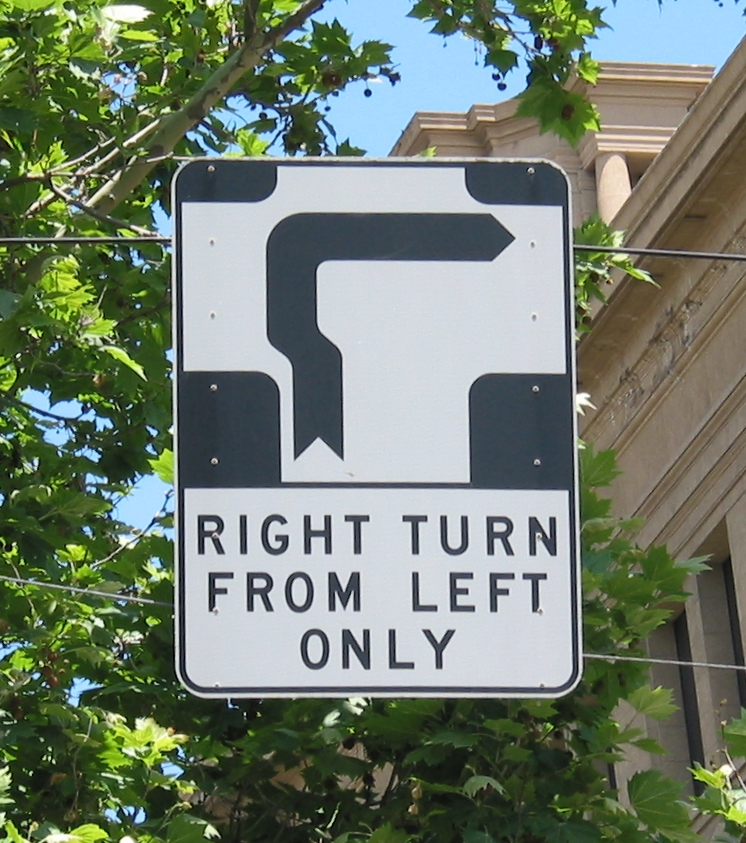
フックターンを指示する標識（オーストラリア）

オーストラリアビクトリア州メルボルンでは、路面電車が中央を走っている道路で小回り右折をした場合に接触事故が起こりやすいことから、主にメルボルンの中心業務地区にある19の交差点で右折する場合は全ての車両が二段階右折（フックターン）により右折することが義務付けられており、「RIGHT TURN FROM LEFT ONLY」の標識が設置されている。
南オーストラリア州アデレードでは、バスが一部の交差点で二段階右折をすることが許可されている。

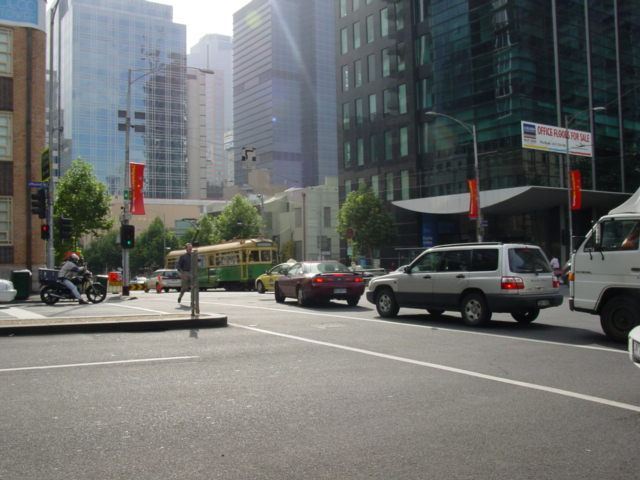
1.右折のために交差する道路の信号機が変わるまで交差点の左端に待機する車列
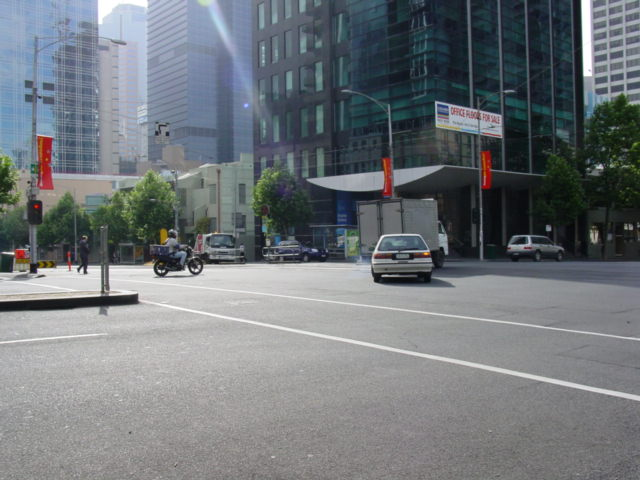
2.交差する道路の信号機が青色に変わったら、交差点の左端から右折
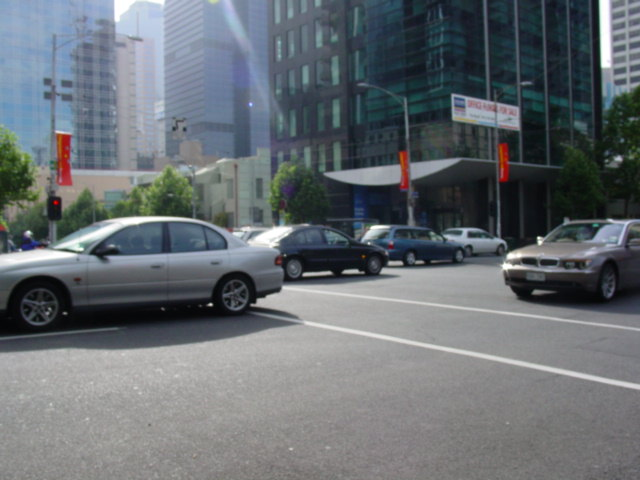
3.二段階右折の車列の右折が完了したら、交差する道路の車列が発進する
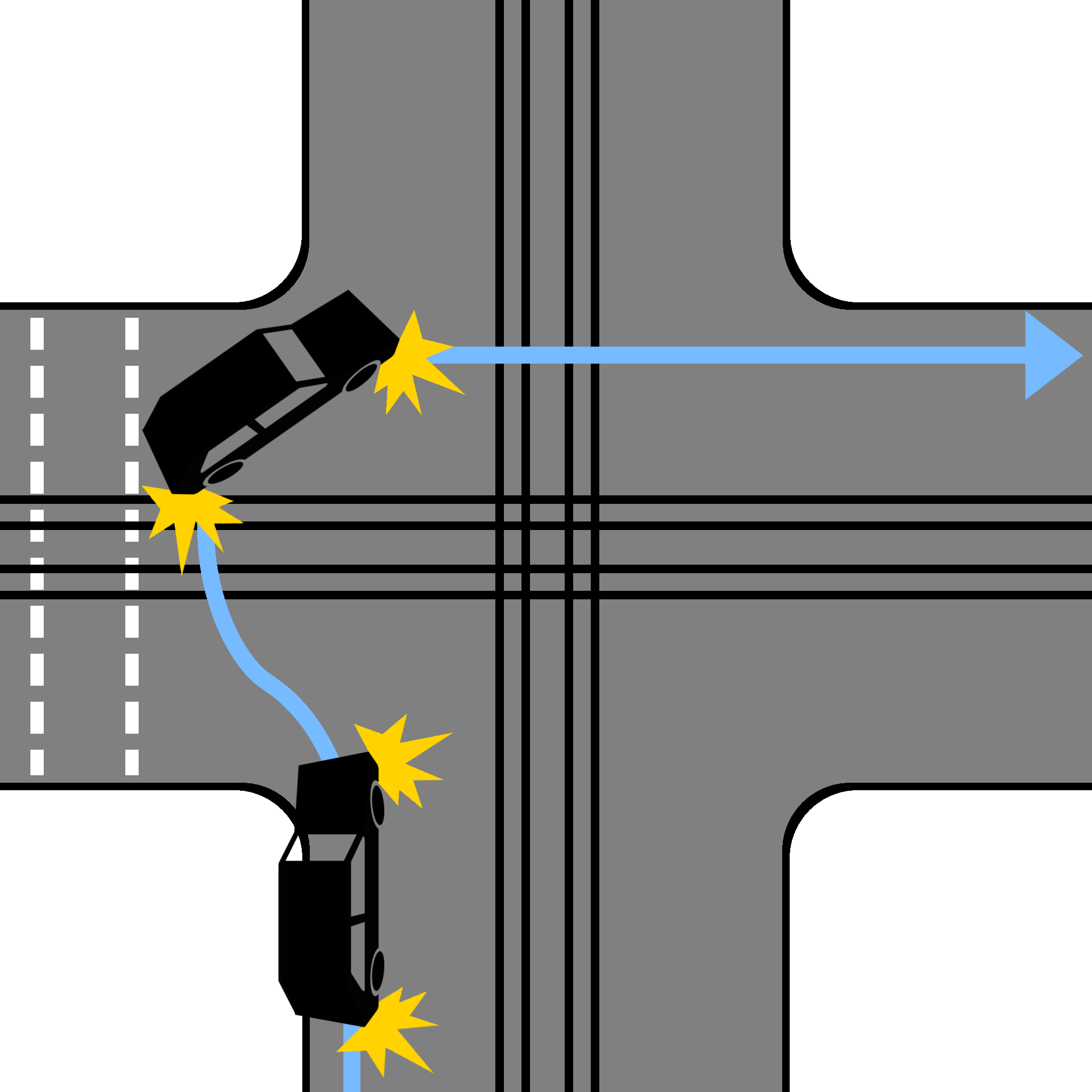
自動車の二段階右折の概要図

## 台湾

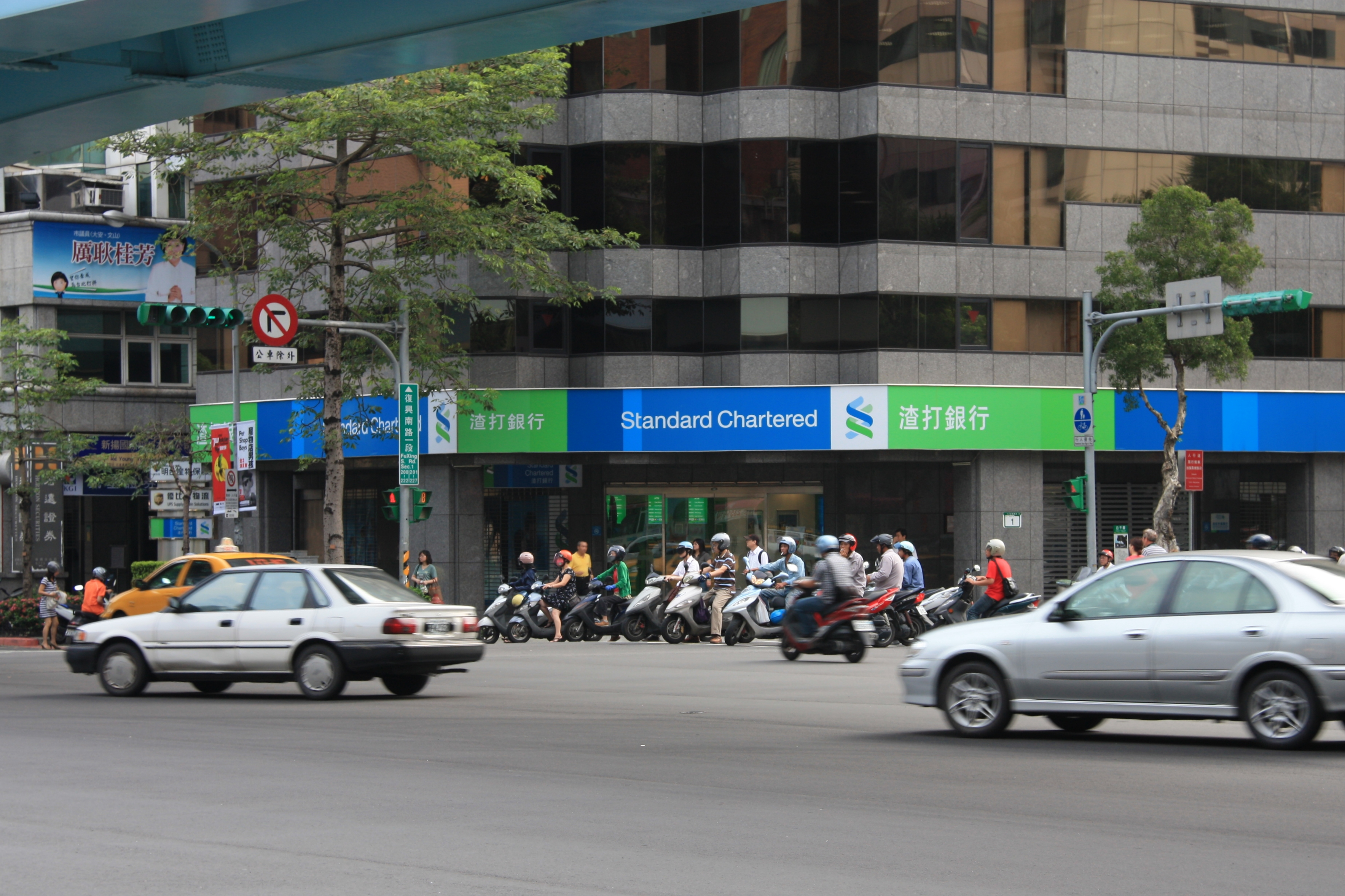
二段階左折による左折待ちの二輪車の列

台湾（中華民国）では、二輪車（250ccを超えない二輪車）及び非動力車は標識により指定されている場合、右左折する際は二段階の方法による右左折（中国語: 機慢車兩段左轉）を行わなければならない。
内側車線が二輪車通行禁止又は標識により二段階左折が定められている場合は二段階左折をしなければならず、一方通行の道路で三車線以上の場合は最も右側の車線、最も左側の車線又は外側車線（慢車道）を通行している場合は二段階左折又は二段階右折をしなければならない。

二段階による左折を指定する標識
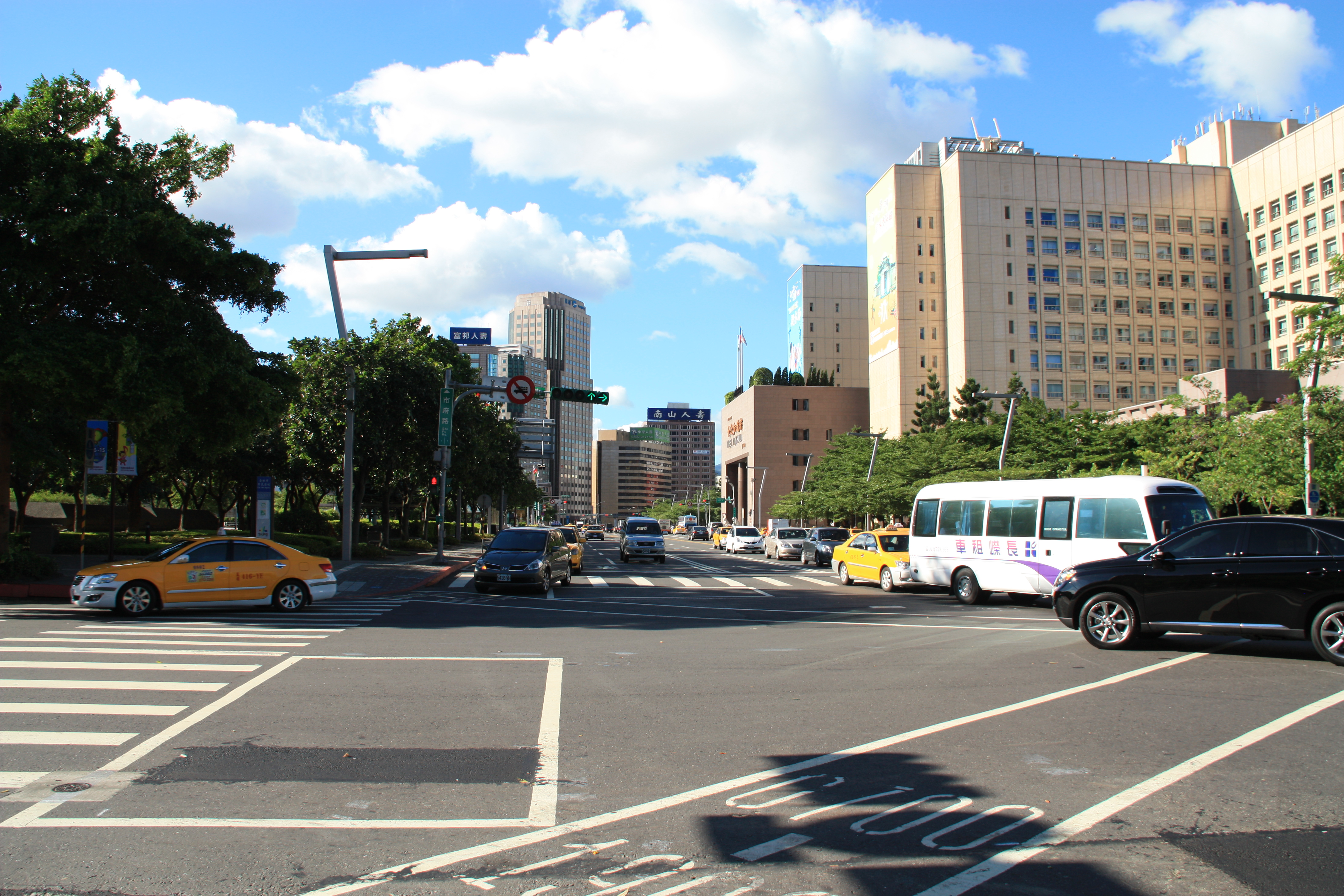
待機場所の標示が横断歩道より交差点内に設置されている